# Ilijan Penew
Ilijan Penew (bulgarisch Илиян Пенев; * 17. April 1987 in Saparewa Banja, Volksrepublik Bulgarien) ist ein ehemaliger bulgarischer Biathlet und heutiger Biathlontrainer.
Ilijan Penew lief seine ersten internationalen Rennen seit 2008 im Junioren-Europacup. Erste internationale Meisterschaft wurden die Sommerbiathlon-Europameisterschaften 2008 in Bansko. Im Sprint belegte er den 17., im Massenstartrennen den 22. Platz. Seit der Saison 2008/09 tritt er im IBU-Cup an. Das erste Rennen bestritt er in Obertilliach, wo er 75. eines Sprints wurde. Erste einstellige Ergebnisse erreichte Penew 2009 in Bansko mit den Rängen sechs im Sprint und acht in der Verfolgung. Erstes Großereignis im Winter wurden die Biathlon-Europameisterschaften 2009 in Ufa. Bei den kontinentalen Meisterschaften in Russland wurde der Bulgare 48. im Einzel, 46. im Sprint und gemeinsam mit Martin Bogdanow, Wladimir Iliew und Krassimir Anew Neunter im Staffel-Rennen.
Penew arbeitet seit 2022 gemeinsam mit Miroslaw Kenanow als Assistenztrainer der bulgarischen Biathlonnationalmannschaft unter dem Cheftrainer Adam Kołodziejczyk.